# روما فورنس
روما فورنس (بالإسبانية: Romà Forns) مدرب إسباني درب نادي برشلونة خلال عامي 1927 حتى 1929  وقاد النادي للظفر ببطولة الدوري الإسباني بنسختها الأولى 28/ 29 .